# Vit Coca-Cola
| "Efterföljaren" Coca-Cola Clear. Drycken på bilden ska representera den färglösa Coca-Cola-drycken. |  | Georgij Zjukov. |
| "Efterföljaren" Coca-Cola Clear. Drycken på bilden ska representera den färglösa Coca-Cola-drycken. |  | Georgij Zjukov. |

Vit Coca-Cola, på engelska White Coke, var en färglös variant av läskedrycken Coca-Cola och som tillverkades i hemlighet under 1940-talets senare hälft till marskalken av Sovjetunionen och nationalhjälten, Georgij Zjukov.
Det hela började efter andra världskriget när Zjukov blev inbjuden till överläggningar med de allierade ledarna i väst, däribland USA:s arméstabschef Dwight D. Eisenhower, och blev bjuden på Coca-Cola. Drycken var då stark förknippad med USA, dess imperialism samt kapitalismen i övrigt. Det var då otänkbart att den skulle säljas i Sovjetunionen under Josef Stalins styre. Zjukov gillade dock vad han drack och i ett senare skede kontaktade han den amerikanske generalen Mark Wayne Clark, som var befälhavare för de amerikanska ockupationsstyrkorna i Österrike, om en förfrågan om att importera fler Coca-Cola-drycker. Zjukov hade dock som krav att drycken skulle vara färglös och vara tappad i en flaska som såg ut som en vodkaflaska. Det fick inte se ut som om Zjukov skulle stödja USA. Clark vidarebefordrade begäran till USA:s president Harry S. Truman, som vidarebefordrade till The Coca-Cola Company, som skickade det vidare till styrelseordföranden för Coca-Cola Export Corporation, James Farley. Farley var själv i Europa och övervakade uppförandet av 38 Coca-Cola-fabriker runt om på den europeiska kontinenten. Han skickade begäran till en underordnad, som fann en kemist som kunde göra drycken färglös med bibehållen smak. Crown Cork & Seal Company fick uppdraget att tillverka specialflaskan, som var en rak genomskinlig flaska med en vit kapsyl med en röd stjärna på. Det gjordes i deras fabrik i Bryssel i Belgien. Flaskor för 50 dryckesbackar skickades sen till Coca-Colas fabrik i Lambach i Österrike för att fyllas och sen vidare till en lagerlokal i den sovjetiska zonen i Wien. Sovjetunionen hade stränga order om att all införsel av gods in i zonen var tvungen att sökas igenom och registreras, det kunde ta veckor innan allt var genomfört. Försändelsen av dryckesbackarna behövdes dock inte det, utan de togs in utan kontroll.
År 1972 fick Coca-Colas främsta konkurrent Pepsico rättigheter att sälja sin coladryck Pepsi i Sovjetunionen, vilket var den första amerikanska konsumentprodukten som började tillverkas och säljas i landet. Coca-Cola fick dock vänta till 1985 innan de fick börja sälja sina drycker officiellt till den stora sovjetiska massan.